# ۵۹۵ (پیش از میلاد)
۵۹۵ (پیش از میلاد) ۵۹۵مین سال قبل از تقویم میلادی است.